# アードルフ・シュパーマー
アードルフ・シュパーマー（Adolf Spamer, 1883年4月10日 - 1953年6月20日）は、ドイツの民俗学者、ゲルマニスト、美術史家。ベルリン大学で教授を務め、また東ドイツ民俗学会の定礎者である。

## 経歴
ラインラント＝プファルツ州のマインツに生れ、美術史と国民経済学を学び、ギーセン大学で中世神秘思想家の霊視に関する研究で学位を得た。ドレスデンで大学教員となった後、1936年にベルリン大学民俗学科の初代の教授となった。第二次世界大戦後は東ドイツに残り、民俗学の確立に努力した。1947年にドレスデン工科大学教授となり、ベルリン大学教授の後任には民謡研究家でドイツ社会主義統一党の中央委員をつとめるヴォルフガング・シュタイニッツが就いて意志を継承した。
シュパーマーの活動はヴァイマル共和国時代末期からナチス・ドイツ期にあたり、ベルリン大学教授のポストからも政治的には困難を強いられた。ナチスとの距離をめぐっては評価が分かれるが、学問的にはナチズムと重なることはなかったとされる。ヴァイマル期には民俗学のあり方をめぐる論争において一方の論客となり、民俗学を民衆心理の特質を解明する学問として、広義の心理学の一部門とする立場をとり、心理学的方法として分類されることがある。
代表作には魔術書の解明のほか、大著『念持画片（小聖画）』があり、また概説書『ドイツ民俗学』2巻を編んだ。
最も有力な弟子にはインゲボルク・ヴェーバー＝ケラーマンがおり、マティルデ・ハインもシュパーマーの下で戦時期に助手をつとめ、またスイス民俗学の戦後の代表者リヒァルト・ヴァイスもシュパーマーから影響を受けた。
日本への紹介では、河野眞が刺青研究を例にとってシュパーマーの学問を解説しているほか、シュパーマーの着想を活かしたシンデレラ論を書いている。

## 著作（日本語訳）
- 「民藝と民俗学」（原著 1928年）河野眞訳・解説　愛知大学語学教育研究室『言語と文化』第32号（2015年）, p.155-208.